# Joachim Fernau
Joachim Fernau (Bromberg, 11 september 1909 - Florence, 24 november 1988) was een Duitse journalist, schrijver, kunstschilder en kunstverzamelaar.
Joachim Fernau publiceerde een groot aantal artikelen, essays en romans. In veel van zijn naoorlogse werk worden historische thema's behandeld. Zo schreef hij over de geschiedenis van Duitsland en over die van de Verenigde Staten, en wijdde hij boeken aan de door hem bewonderde oude Grieken en Romeinen.
Fernau stond bekend om zijn toegankelijke en vaak humoristische schrijfstijl. Tijdens de Tweede Wereldoorlog was hij oorlogsverslaggever bij de Waffen-SS.

## Publicaties
- Afrika wartet. Ein kolonialpolitisches Bildbuch (1942, Rütten & Loening, Potsdam).
- Knaurs Lexikon alter Malerei (1958, Droemersche Verlagsanstalt, München). Vertaling: Encyclopedie der oude schilderkunst.
- Und Sie schämeten sich nicht. Ein Zweitausendjahr Bericht (1964, Herbig, Berlijn).
- Sprechen wir über Preußen. Die Geschichte der armen Leute (1981. Herbig, München).
- Sappho. ein griechischer Sommernachtstraum (1986, Herbig, München). Vertaling: Sappho. Een Griekse zomernachtdroom.
- Die Genies der Deutschen (1997, Ullstein, Berlijn).

- Biblioteca Nacional de España: XX1084552
- CiNii: DA04423651
- Gemeinsame Normdatei: 118532596
- International Standard Name Identifier: 0000 0001 0869 7445
- Library of Congress Control Number: n50002702
- Nationale Bibliotheek van Letland: 000263546
- Bibliotheek van het Japanse parlement: 00439416
- Nationale Bibliotheek van Tsjechië: jn20010309393
- Nationale Bibliotheek van Israël: 987007462812705171
- Nationale Bibliotheek van Polen: a0000001032592
- Nederlandse Thesaurus van Auteursnamen: 073896659
- Système universitaire de documentation: 082080399
- Virtual International Authority File: 10637174
- WorldCat: E39PBJvHdmXd6jcqwmfvhQtBT3